# Крэш Бандикут
Крэш Бандику́т (яп. クラッシュ バンディクー, англ. Crash Bandicoot) — персонаж серии видеоигр компании Naughty Dog. Крэш — вымышленный персонаж, главный протагонист одноимённой серии игр, бандикут (австралийское сумчатое млекопитающее). Отличительной чертой Крэша Бандикута является то, что он не умеет говорить, но остальные обитатели при этом его понимают.

## Создание персонажа
Одной из причин, по которой Naughty Dog решила разработать игру Crash Bandicoot для приставки Sony PlayStation, было отсутствие у Sony собственного талисмана, который мог бы конкурировать с Соником от компании Sega, и с Марио от Nintendo. К этому времени видеоигровые талисманы казались потребителям всё менее важными, поскольку кросс-лицензирование снижало их ценность, а взрослеющий игровой рынок приводил к тому, что геймеры стали слишком стары для того, чтобы талисманы были привлекательными для них. Но тем не менее, Sony была заинтересована в том чтобы покрыть все границы. Naughty Dog хотели поступить как Sega и Warner Bros., соответственно тому как они поступили с ёжиком (Соник) и тасманийским дьяволом (Таз), и создать животное, которое было «милым, реалистичным и о котором никто не знал». Команда приобрела путеводитель по млекопитающим Тасмании и выбрала в качестве вариантов вомбата, потору и бандикута. Энди Гэвин и Джейсон Рубин выбрали «Вилли Вомбат» в качестве временного имени для игрового персонажа. Это имя никогда не планировалось быть окончательным, как из-за названия, звучащего «слишком глупо», так и из-за существования одноимённого персонажа в мультсериале Taz-Mania. К октябрю 1994 года персонаж фактически стал бандикутом, но разработчики всё ещё называли его «Вилли», поскольку окончательное мнение по поводу имени персонажа ещё не было сформировано. Желая создать персонажа, более глубокого по смыслу а не только по игровому процессу, Гэвин и Рубин решили, что Вилли должен быть не просто «быстрым» или «милым». Команда посчитала, что Вилли должен быть «глупым и веселым, и никогда не говорить»; немота персонажа была основана на теории, согласно которой голоса персонажей видеоигр всегда были «отстойными, отрицательными и отвлекали от идентификации с ними».
Для разработки персонажей игры был нанят американский художник Чарльз Зембиллас, и с ним еженедельно проводились встречи для разработки дизайна Вилли и прочих персонажей игры. С самого начала было решено, что между настоящим животным и окончательным дизайном Вилли не будет никакой связи. Вместо этого дизайн персонажа на 51 % зависел от «технической и визуальной необходимости» и на 49 % от «вдохновения». Чтобы определить итоговый цвет меха Вилли, Гэвин составил список популярных персонажей и их цветов, а затем составил список возможных земных окружений, таких как леса, пустыни, пляжи. Был определён список запрещённых цветов, которые не смотрелись хорошо на экране, такие как красный, который «ужасно кровоточит» на старых телевизорах. Методом исключения был выбран оранжевый цвет. Сам Вилли был сделан с большой головой и без шеи для того, чтобы эмоции были хорошо видны при плохом разрешении экрана телевизора. Джейсон Рубин заметил, что при таком дизайне персонажу становится трудно поворачивать голову. Небольшие детали, такие как перчатки, пятна на спине Вилли и светлая грудь были добавлены для помощи игроку в определении видимой стороны Вилли. Ему не сделали хвост из-за неспособности PlayStation правильно отображать узкие пиксели без мерцания. Штаны были укорочены по той же причине.
Окончательная модель персонажа была создана из 512 полигонов, при этом текстуры были использованы только для пятен на спине и его шнурков. Энди Гэвину потребовался месяц, чтобы «уложить» модель в это количество полигонов. Благодаря вершинной анимации, Вилли был гораздо лучше детализирован, чем все модели того времени. Прыжки Вилли были доработаны командой Naughty Dog при создании уровней «Heavy Machinery» и «Generator Room». Во время подготовки игры к демонстрации на Electronic Entertainment Expo, команда разработчиков окончательно назвала своё творение «Crash Bandicoot» (именно этими словами его назвали Дейв Бэггетт и Тейлор Куросаки), его фамилия была предложена исходя из внешнего вида, а имя исходя из звука уничтожения коробок («Dash», «Smash» и «Bash» так же были потенциальными именами). Директор по маркетингу Universal Interactive Studios был против названия игры «Wez/Wezzy/Wuzzle the Wombat» или «Ozzie the Otzel». Было выбрано Crash Bandicoot.
После того, как Naughty Dog представили Crash Bandicoot японскому подразделению Sony, его руководители не были впечатлены изображениями персонажа, сделанными специально для этой встречи, и заявили о своей неприязни к персонажу. Во время перерыва после первой части встречи Энди Гэвин подошел к Шарлотте Фрэнсис, художнице, ответственной за изображения, и дал ей пятнадцать минут на то, чтобы закрыть огромный, улыбающийся рот Крэша, сделать его менее агрессивным, изменить его глаза с зелёных зрачков на две маленькие чёрные точки и сделать его прическу меньше. После показа измененных рисунков Sony согласилась заняться распространением игры Crash Bandicoot в Японии.
Крэш был маскотом Sony Computer Entertainment с момента его создания до сентября 2000 года, когда Universal Interactive Studios и Konami заключили соглашение, которое позволило Konami опубликовать игру Crash Bandicoot: The Wrath of Cortex на игровых системах нового поколения. Это соглашение позволило франшизе Crash Bandicoot отойти от эксклюзивности для приставок Sony. Модель персонажа Крэша в игре Crash Bandicoot: The Wrath of Cortex состояла примерно из 1800 полигонов, что позволило увеличить детализированность персонажа по сравнению с моделями в предыдущих играх. Например, добавить более сложный и реалистичный клок волос на голове, видимый во рту язычок, и стежки на его джинсах и обуви.

## Критика
Крэша как талисмана обозреватели многократно сравнивали с другими, такими как Марио и Соник. Дэйв Холверсон из GameFan похвалил анимацию, внешний вид и манеры Крэша как «стопроцентное совершенство». Рецензент Game Revolution высоко оценил «причудливые манеры» Крэша как «всегда освежающие», а Джон Броуди из GameSpot назвал Крэша «обезоруживающе милым и пушистым». Даг Перри из IGN раскритиковал персонажа, назвав его «безумно капиталистическим», и сравнил его голос с голосом Луиджи из серии Mario, и обвинил его в том, что он «самый очевидный, подражающий [другим] талисман из когда-либо существовавших». Луису Бедиджяну из GameZone также не понравился голос Крэша, и он написал что его «действительно раздражает, когда ребенок говорит „Вау!“ каждый раз когда ты падаешь в воду, и в особенности когда ты понимаешь что голос ребёнка принадлежит Крэшу». Анимации Крэша, особенно в Crash Bandicoot: The Wrath of Cortex, были оценены рецензентами как юмористические. Райан Дэвис из GameSpot проанализировал «чрезмерно растянутый стиль бега и самонаказывающие атаки» Крэша, и охарактеризовал его как «пустоголового, но увлечённого персонажа», и сравнил его лицевую мимику с мимикой комика Реда Скелтона. В опросе, проведенном MSN в конце 2008 года с целью определения самого культового персонажа видеоигры, Крэш занял 8-е место. В 2011 году в «геймерском» издании Книги рекордов Гиннесса он был признан одиннадцатым лучшим персонажем видеоигр.